# Моро, Гюстав
Гюста́в Моро́ (фр. Gustave Moreau; 6 апреля 1826, Париж — 18 апреля 1898, там же) — французский живописец, рисовальщик, гравёр и скульптор-символист.

## Биография

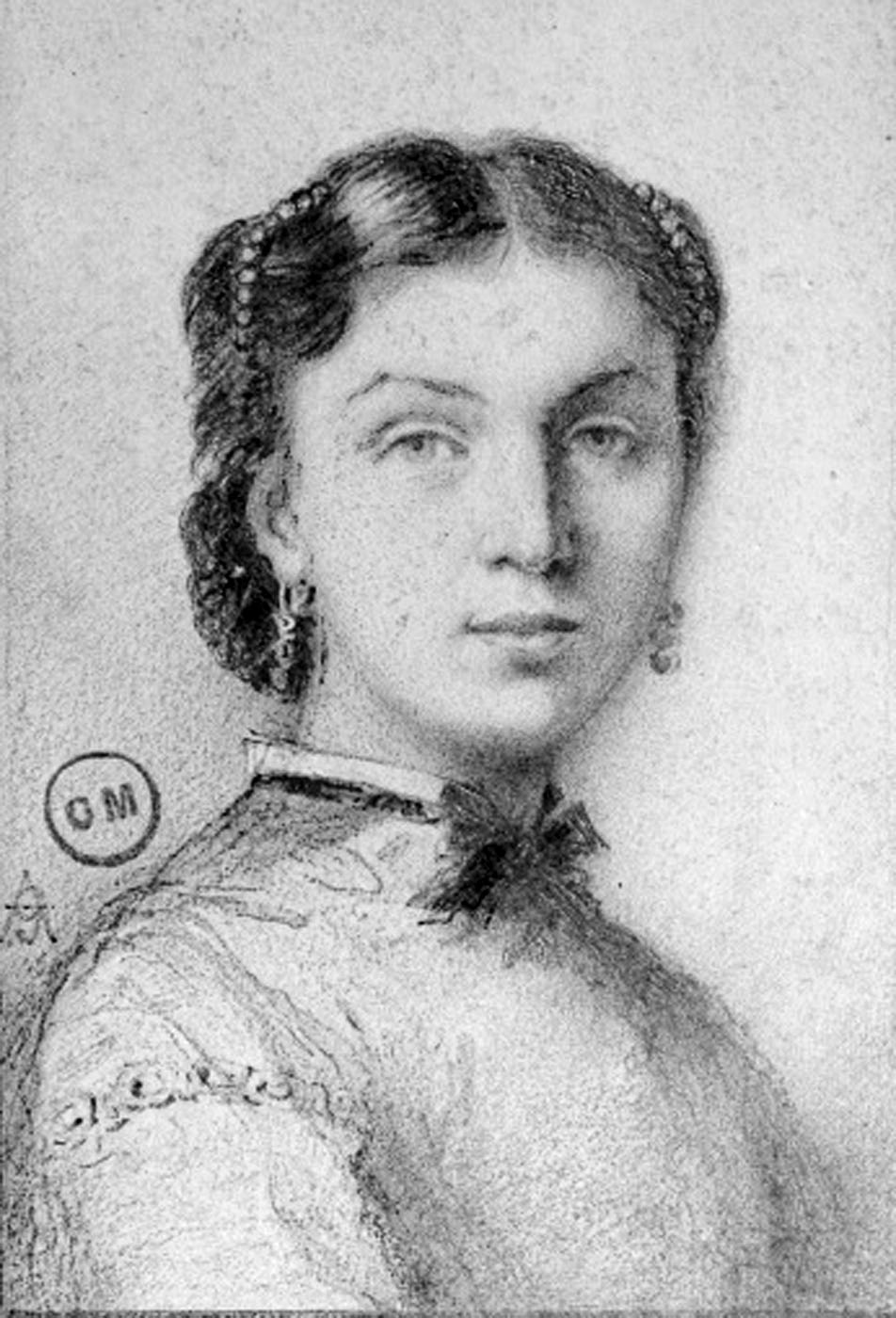
Ж.-Э. Делоне. Александрина Дюрё. Ок. 1865. Бумага, карандаш. Музей Гюстава Моро, Париж

Гюстав был сыном Луи Моро (1790—1862), архитектора города Парижа, и Полины Демутье (1802—1884), дочери мэра города Дуэ на севере Франции. Через мать он был связан с земельной аристократией Фландрии, семьями Брасме, Ле Франсуа, де Ротур. Семья Моро в 1827 году поселилась в Везуле, а в 1830 году переехала в Париж.
Имея слабое здоровье, юный Гюстав рисовал с шести лет, поощряемый отцом, который привил ему классическую культуру. В 1837 году мальчик поступил в Роллен-коллеж, где оставался в течение двух лет, а 20 августа 1839 года выиграл приз по рисованию. Его сестра Камилла умерла в 1840 году. Все надежды родителей Моро тогда были возложены на их единственного сына.
В 1842 году, благодаря отцовской протекции, Моро получил удостоверение копииста картин, которое позволило ему беспрепятственно посещать Лувр и в любое время работать в его залах.

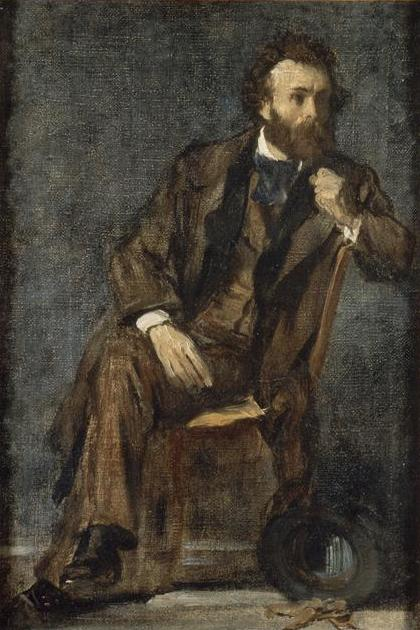
Э. Дега. Портрет Гюстава Моро. Ок. 1860. Холст, масло. Музей Гюстава Моро, Париж

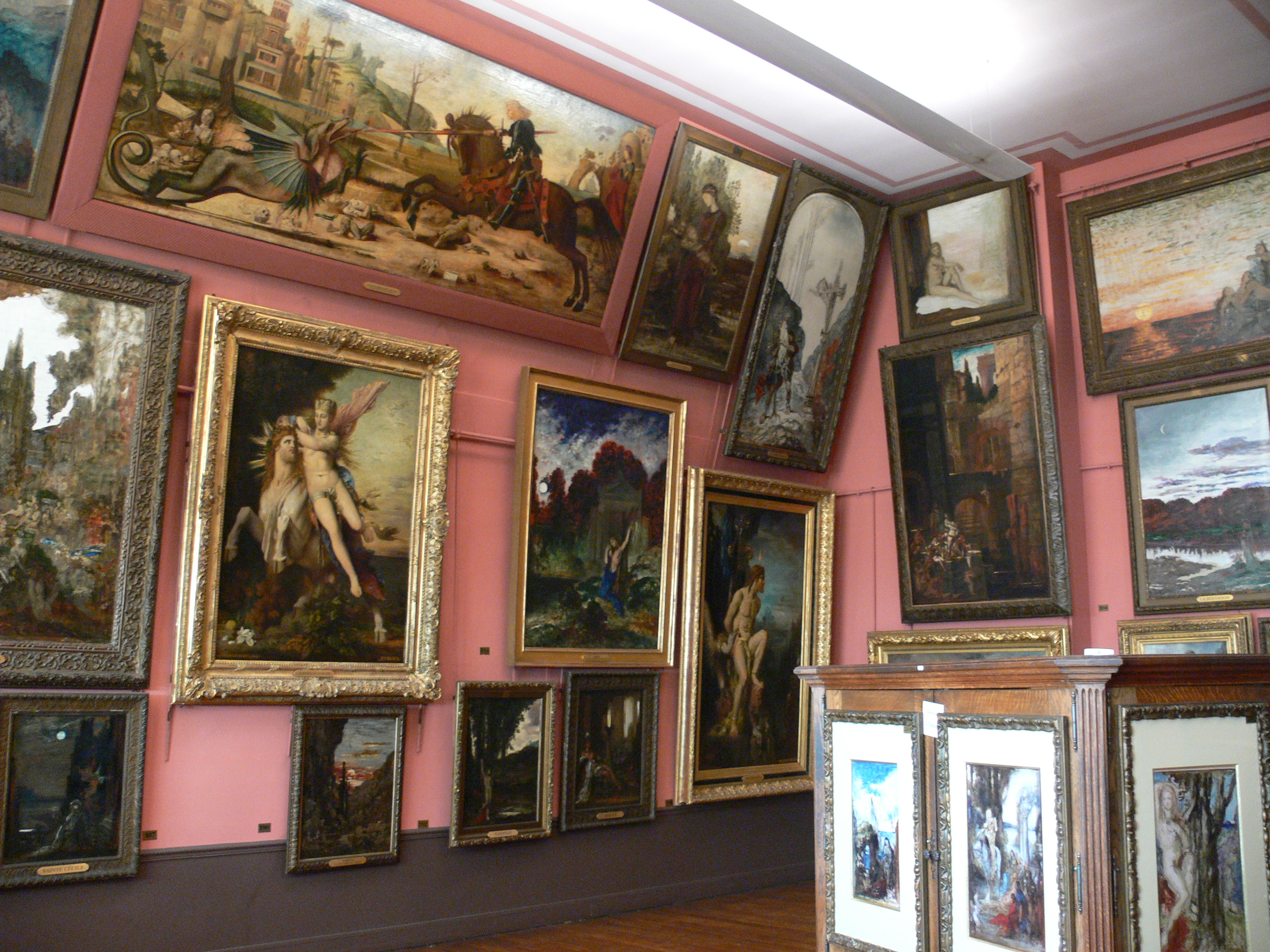
Музей Гюстава Моро. Деталь экспозиции. Париж

При поддержке и одобрении родителей в 1846 году Гюстав поступил в Школу изящных искусств, в мастерскую Франсуа Пико, мастера салонно-академического направления, который обучил его основам живописи. Обучение было крайне консервативным и в основном сводилось к копированию гипсовых слепков с античных статуй, рисованию мужской обнажённой натуры, изучению анатомии, перспективы. Потерпев фиаско в конкурсе на Римскую премию, Гюстав покинул мастерскую Пико. Моро в то время преклонялся перед Эженом Делакруа, влияние которого заметно в его ранних работах (например, «Пьета», показанная в Парижском салоне 1852 года).
В Школе изящных искусств Моро стал учеником Теодора Шассерио. В 1849 году Моро выставил свои работы в Парижском салоне. В 1852 году отец Моро приобрёл для него дом под номером 14 на улице Ларошфуко, на правом берегу Сены, недалеко от дворца Сен-Лазар. В этом престижном месте, в роскошном особняке, роскошно обставленном, как и подобает лучшим буржуазным домам, Моро устроил на третьем этаже мастерскую. Он стал получать престижные заказы, был вхож в высшее общество и официальные художественные круги. 10 октября 1856 года Делакруа записал в своём дневнике: «Похороны бедняги Шассерио. Встретил там Доза, Диаса и молодого Моро, живописца. Он довольно приятен».
Моро никогда не отрицал, что очень многим в своём творчестве обязан Шассерио, другу, рано ушедшему из жизни (в возрасте тридцати семи лет). На его ранний уход Моро написал картину «Юноша и смерть» (1865). Влияние Теодора Шассерио очевидно и в двух больших произведениях, которые Моро начал писать в 1850-х годах, — в «Женихах Пенелопы» и «Дочерях Феспия». Работая над этими огромными, с большим количеством деталей, картинами, он почти не выходил из мастерской. Однако эта высокая требовательность к себе впоследствии часто становилась той причиной, по которой художник оставлял свои работы незавершёнными .
Во время двух путешествий в Италию (1841, 1857—1859) Гюстав Моро посетил Венецию, Флоренцию, Рим и Неаполь, изучал искусство итальянского Возрождения — шедевры Андреа Мантеньи, Карло Кривелли, Боттичелли и Леонардо да Винчи. Он привёз в Париж несколько сотен копий произведений старых итальянских мастеров. Рисовал пастелью, писал акварели, напоминающие работы Камиля Коро. В этот период он встречался с Леоном Бонна, Жюлем Эли Делоне, молодым Эдгаром Дега.
В 1862 году скончался отец художника. В 1880 году Моро последний раз участвовал в выставке, показав две картины: «Елена у стен Трои», где женщина представлена как порочное создание, повинное в войне и гибели людей, и «Галатея»: здесь героиня — объект вожделения, к которому понапрасну приковано громадное око влюблённого в неё циклопа.
В 1888 году Моро был избран в Академию изящных искусств, а в 1891 году стал профессором в Школе изящных искусств в Париже, сменив на этом месте Жюля Эли Делоне. Его учениками были Анри Матисс, Жорж Руо, Одилон Редон, Гюстав Пьер, Анри Делюэрмоз.
В 1868 году Моро стал председателем жюри конкурса на Римскую премию. В 1875 году Гюстав Моро получил высшую награду Французской республики — Орден Почётного Легиона.
В 1884 году умерла мать художника. Несколько месяцев Моро не подходил к мольберту. Он стал часто выезжать за город и за границу, в этих поездках художника сопровождала верная спутница его жизни Аделаида-Александрина Дюрё (Adelaide Alexandrine Dureux), на которой он так и не женился. В 1890 году Александрина умерла.
В последние годы склонный к мизантропии, Моро отказывался выставлять свои картины, не разрешал их фотографировать и неохотно соглашался продавать. «Я так люблю моё искусство, — писал он, — что почувствую себя счастливым, только если буду писать для самого себя».
В 1888 году Моро был избран в Академию изящных искусств, а в 1891 он стал профессором в Школе изящных искусств в Париже, сменив на этом месте Делоне. Его учениками были Анри Матисс, Жорж Руо, Одилон Редон, Гюстав Пьер, Анри Делюэрмоз.
Обеспокоенность Моро судьбой своих произведений относится к 1860-м годам. Около 1884 года он начал инвентаризацию своих картин, а смерть Делоне в 1891 году стала примером того, что может стать с наследием художника после его смерти. Моро пришёл к мысли оставить свой дом государству в качестве музея и переделал его в 1895 году, расширив свою маленькую студию на верхнем этаже.
Примерно через год после значительного ухудшения здоровья 18 апреля 1898 года Моро умер от рака желудка и был похоронен на кладбище Монмартр в Париже в склепе своих родителей. Он оставил инструкции, в которых говорилось, что его смерть не должна быть объявлена в прессе; похороны должны быть скромными; и все цветы должны быть возложены на могилу Александрины Дюрё, а не на его собственную.

## Творчество
«Необычное искусство Гюстава Моро питалось литературными реминисценциями, отвлечёнными философскими концепциями, легендами, сказками и мифами. Моро удалось соединить эти источники с новой, придуманной им самим живописной формой усложнённой фактуры, с игрой цвета и света, мельчайшими деталями, сверкающими как драгоценные камни и превращавшими его „многодельные“ картины в некое подобие непомерно увеличенного ювелирного изделия»

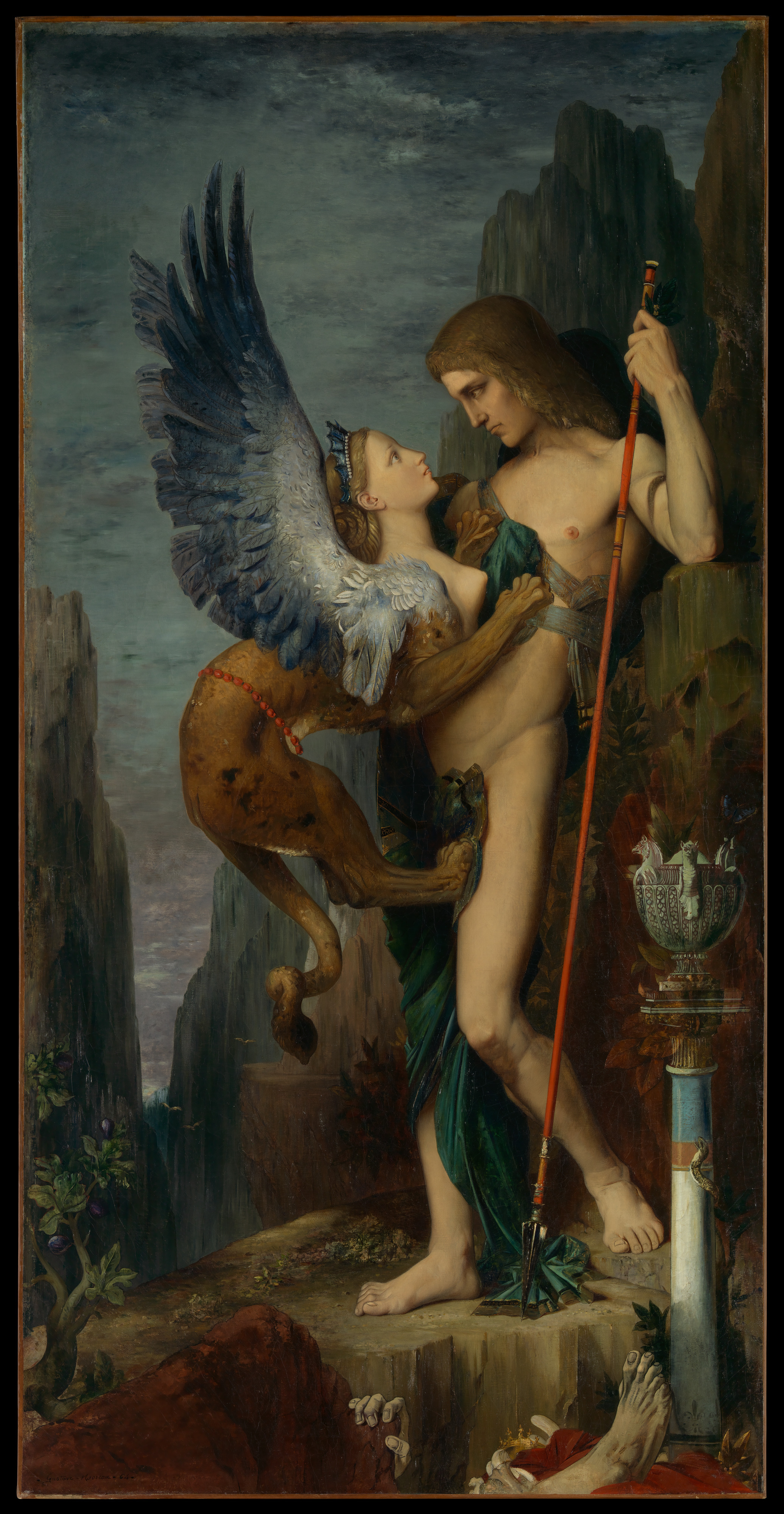
Эдип и сфинкс. 1864. Холст, масло. Метрополитен-музей, Нью-Йорк

В 1864 году, когда художник показал «Эдипа и Сфинкса» — первую картину, по-настоящему привлёкшую внимание критиков, — один из них отметил, что это полотно напомнило ему «попурри на темы Андреа Мантеньи, созданное немецким студентом, отдыхавшим во время работы за чтением Шопенгауэра». Характерно, что живопись Моро отвергало большинство художников-постимпрессионистов. Поль Гоген заметил: «Моро говорит языком писателей… Он любит яркость и богатство материального мира… Каждую человеческую фигуру он превращает в драгоценность, увешанную драгоценностями. По существу Моро не художник, а превосходный ювелир».
Зато писатели-символисты считали Гюстава Моро своим. Так Ж. К. Гюисманс, автор знаменитого романа «Наоборот» (1884), считал Моро «уникальным художником», не имеющим «ни реальных предшественников, ни возможных последователей». Он писал:

«Добираясь до этнографических источников, до начал мифологий, кровавые загадки которых он сравнивал и распутывал, собирая, сплавляя воедино легенды, вытекшие из Древнего Востока… он доказывал свои архитектонические соединения, свои роскошные и неожиданные амальгамы тканей, свои страшные аллегории, обострённые беспокойной ясностью абсолютно современной нервозности… Было в его отчаянных и эрудированных картинах какое-то странное очарование, магия, как чары некоторых стихотворений Бодлера; изумление, оцепенение, замешательство охватывало перед этим искусством, заимствующим у литературы самые неуловимые аналогии, у Лимозена — великолепный блеск, у гранильщиков и гравёров — самые изысканные тонкости… покрытые разноцветными плитками, оправленные мозаикой, инкрустированные лазурными камнями и сардониксами, во дворце, похожем на базилику мусульманского и одновременно византийского стиля» 
Женские образы в картинах Гюстава Моро также необычны. Внутренний мир и внешность героинь соответствуют его пониманию «Вечной Женственности». Женщина-миф в изображении художника — существо ирреальное, чьи грациозные формы подчёркнуты дорогими украшениями. Она зовется Саломеей, Еленой, Ледой, Пасифаей, Галатеей, Клеопатрой, Далилой, воплощая то роковую силу, которая вершит судьбу мужчины, то соблазнительное животное. Она является, подобно призраку, в великолепных одеждах, осыпанная драгоценными камнями. Моро остался холостяком, единственной властительницей его дум и наперсницей была мать, дожившая до 1884 года. Быть может, в этом факте следует видеть объяснение тому, сколь велико место, занимаемое в его творчестве женщиной.

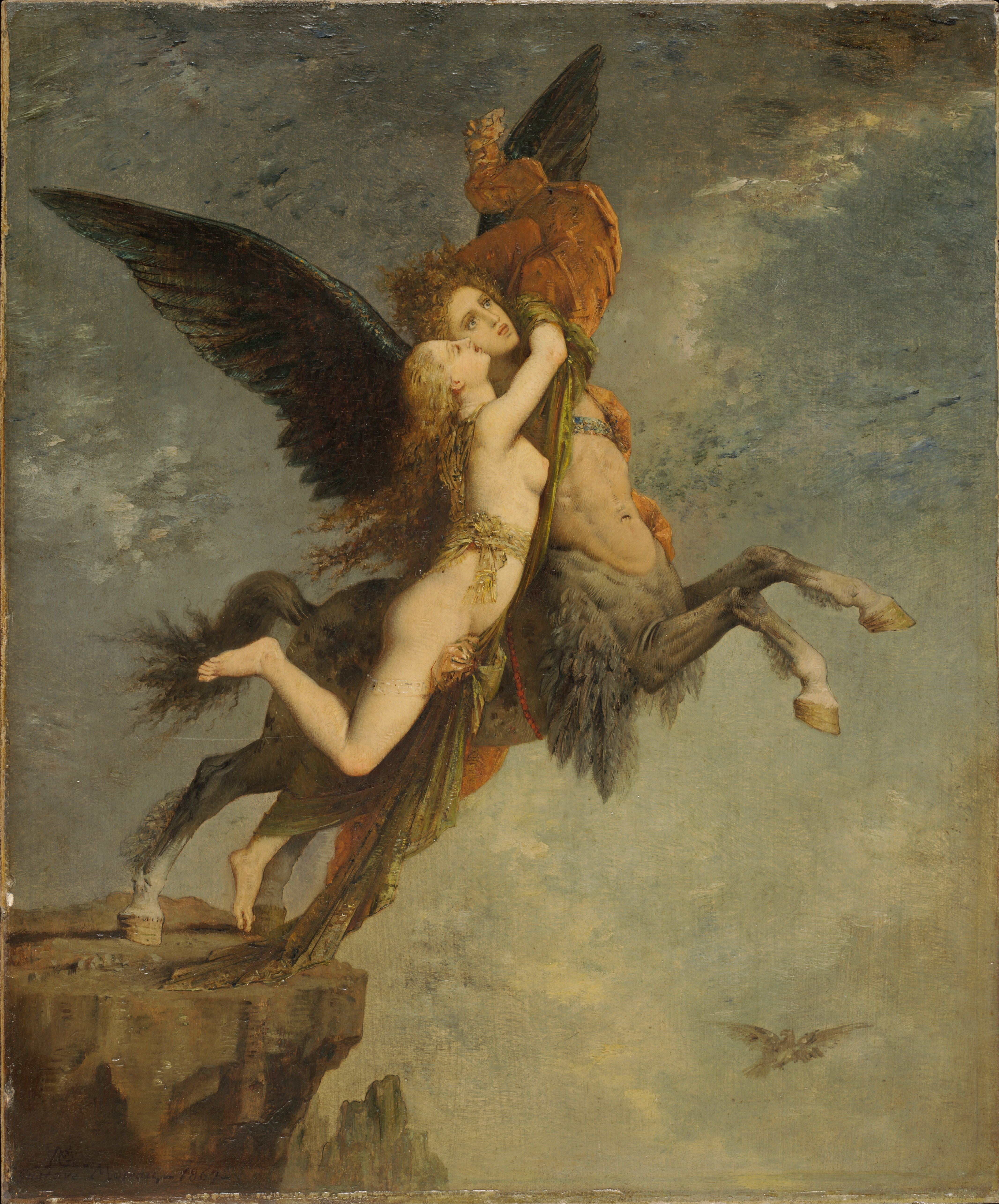
Химера. 1867. Дерево, масло. Художественный музей Фогга, Кембридж, США

Теофиль Готье писал о живописи Гюстава Моро: она «…такая странная, непривычная для глаза и такая обдуманная в своей оригинальности, сотворена для разборчивого, осведомлённого и утончённого духа». На картине «Эдип и сфинкс» существо с лицом и грудью женщины, крыльями птицы и туловищем льва вцепилось в торс Эдипа; оба персонажа пребывают в странном оцепенении, словно гипнотизируя друг друга взглядом. Эта картина Моро помогла Одилону Редону осознать своё призвание, и первые его произведения были навеяны работами Моро.
В 1869 году картины «Прометей» (1868, Музей Гюстава Моро, Париж) и «Юпитер и Европы» (1868, Музей Гюстава Моро, Париж), предложенные художником в Салон, вызвали резкую критику, после чего он долго не показывал свои произведения, а в 1876 году возвратился в Салон с картинами «Саломея» и «Явление». Одна из самых известных картин — «Явление» (1876, Музей Гюстава Моро, Париж) — написана на евангельский сюжет о танце Саломеи перед царём Иродом, в награду за который она потребовала голову Иоанна Крестителя. Из тёмного пространства зала перед Саломеей возникает видение окровавленной головы Иоанна Крестителя, источающей ослепительное сияние. Художник наделяет образ призрака тревожащей воображение убедительностью.
Искусство Моро вышло из академизма. Недаром художник изучал картины Энгра и произведения живописи болонской школы в Италии, пытаясь соединить романтизм с натурализмом. Из своих наблюдений Моро вывел два принципа формообразования в живописи: «прекрасной инерции» и «необходимого великолепия» . В своём дневнике он записал впечатления от росписи Сикстинского плафона в Ватикане Микеланджело:

 «Все фигуры Микеланджело кажутся застывшими в жесте идеальных сомнамбул… Трудно объяснить это почти неизменное повторение во всех фигурах выражения поглощённости сновидением, так, что все они выглядят заснувшими, унесёнными к другим мирам, далёким от нашего… Божественная имматериальная идея. Идея иного мира, к которому они, по-видимому, принадлежат, поскольку всё в них — тайна для нас»
.
В картинах Моро фигуры тоже не живут, а дремлют, но они — как декоративные вставки на чеканных ювелирных изделиях, как эмалевые медальоны, лишь дополняют узор. А свои узоры художник заимствовал из альбомов, книг по орнаментальному искусству, в частности из журнала «Magasin pittoresque» .

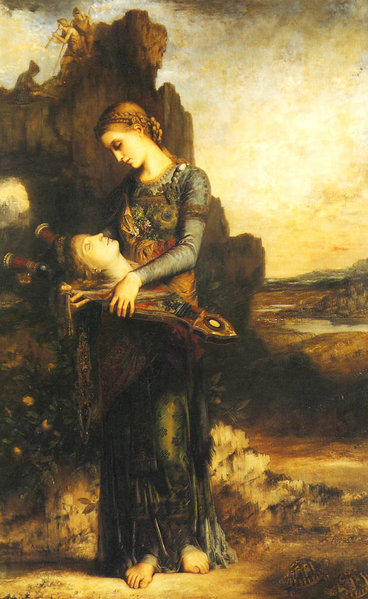
Фракийская девушка с головой Орфея и его лирой. 1865. Холст, масло. Музей Орсе, Париж
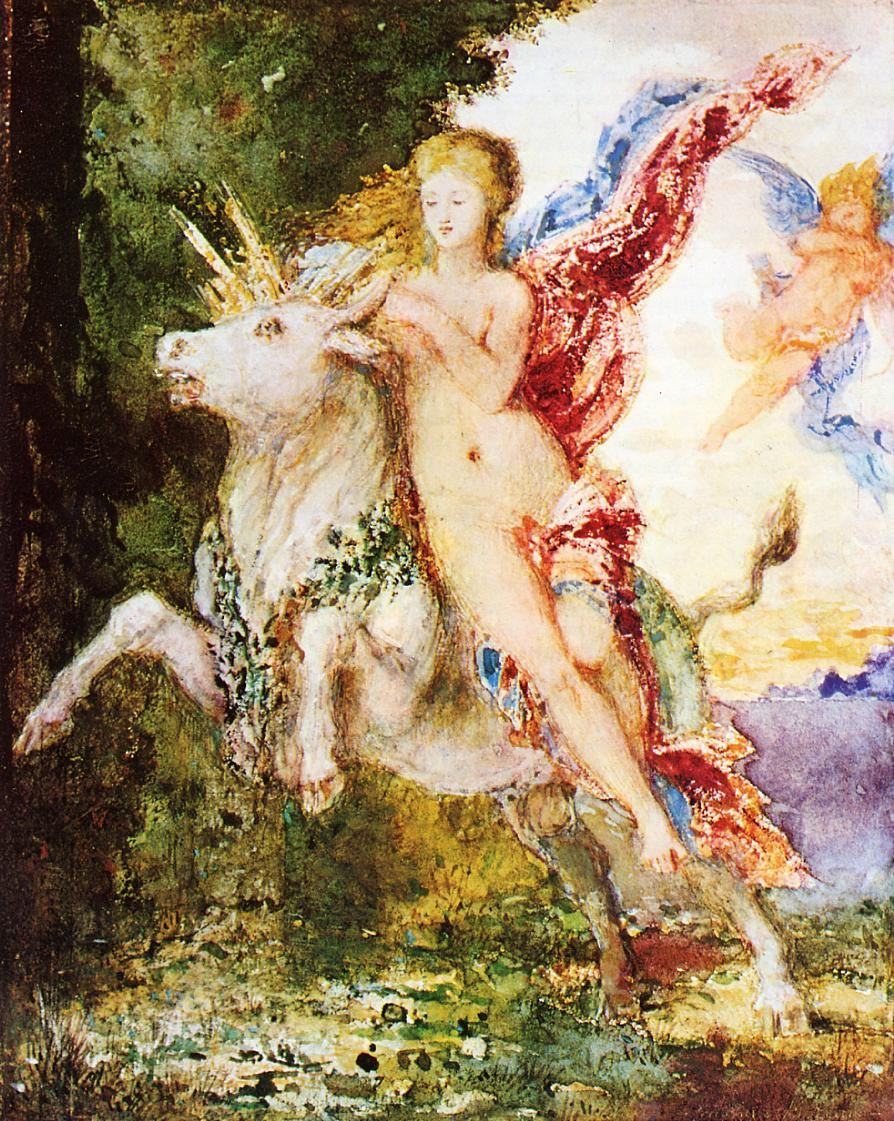
Европа и бык. 1869. Бумага, акварель. Уодсворт Атенеум, Хартфорд, Коннектикут, США
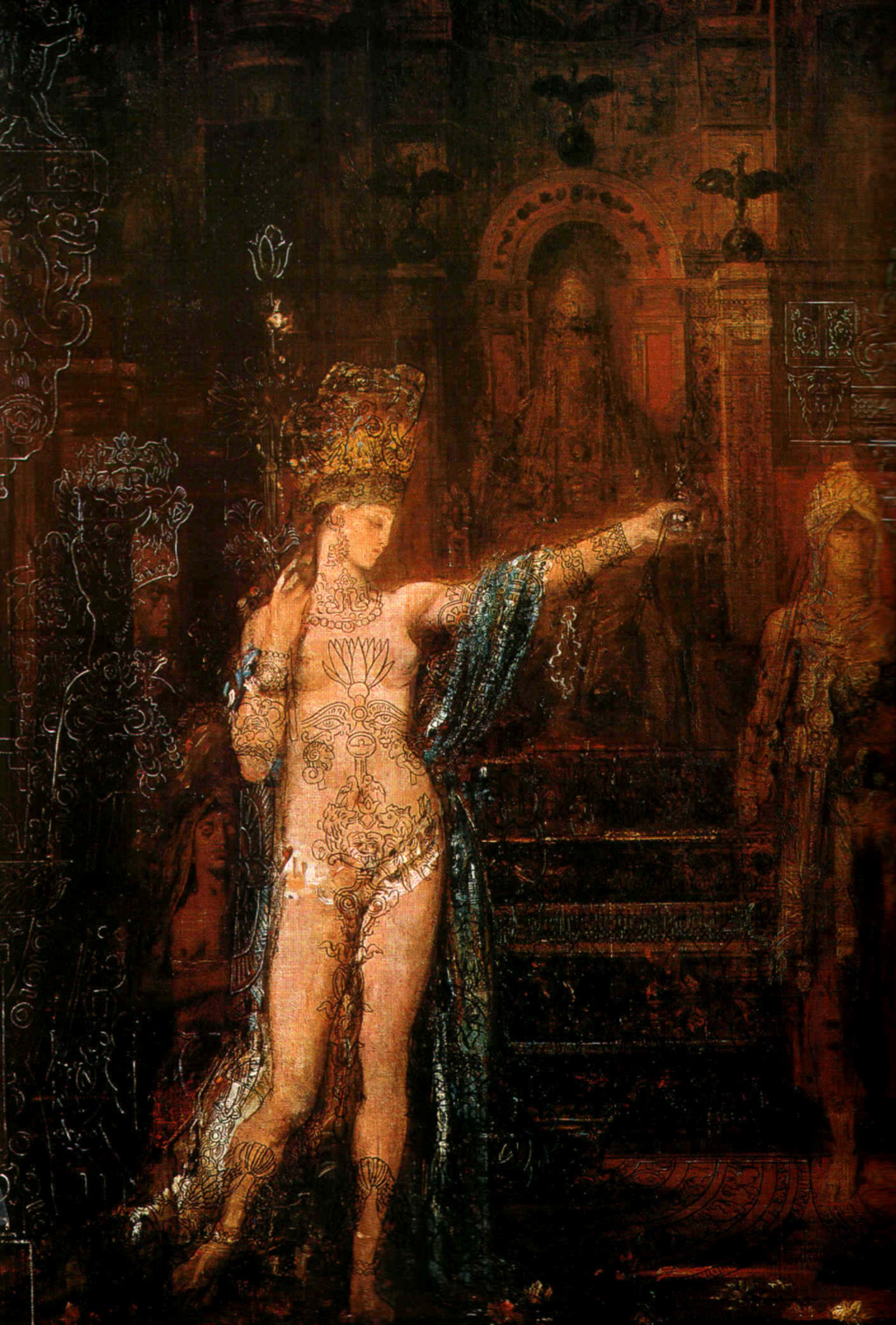
Саломея. 1876. Холст, масло. Музей Гюстава Моро, Париж
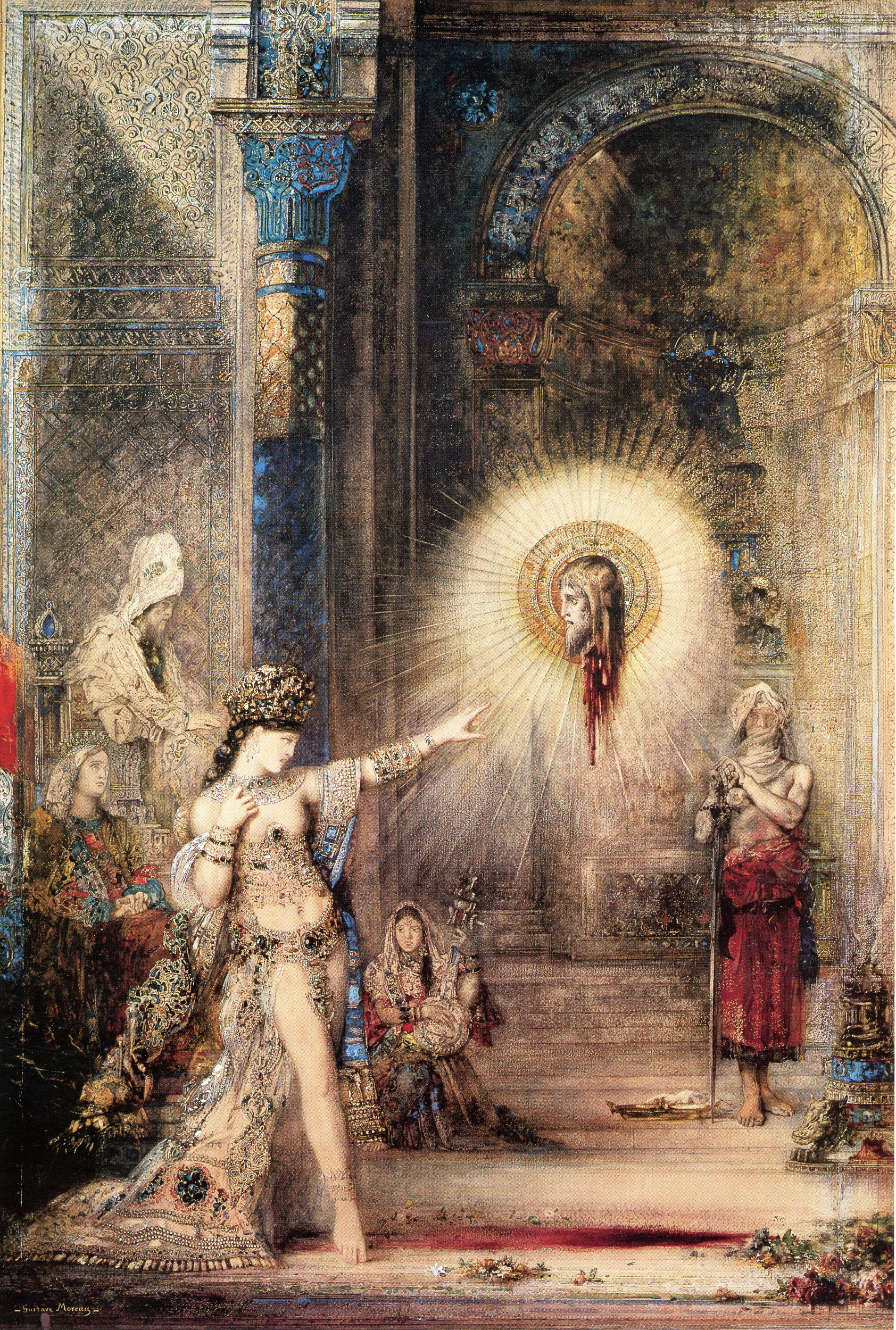
Явление. 1876. Бумага, акварель. Музей Орсе, Париж
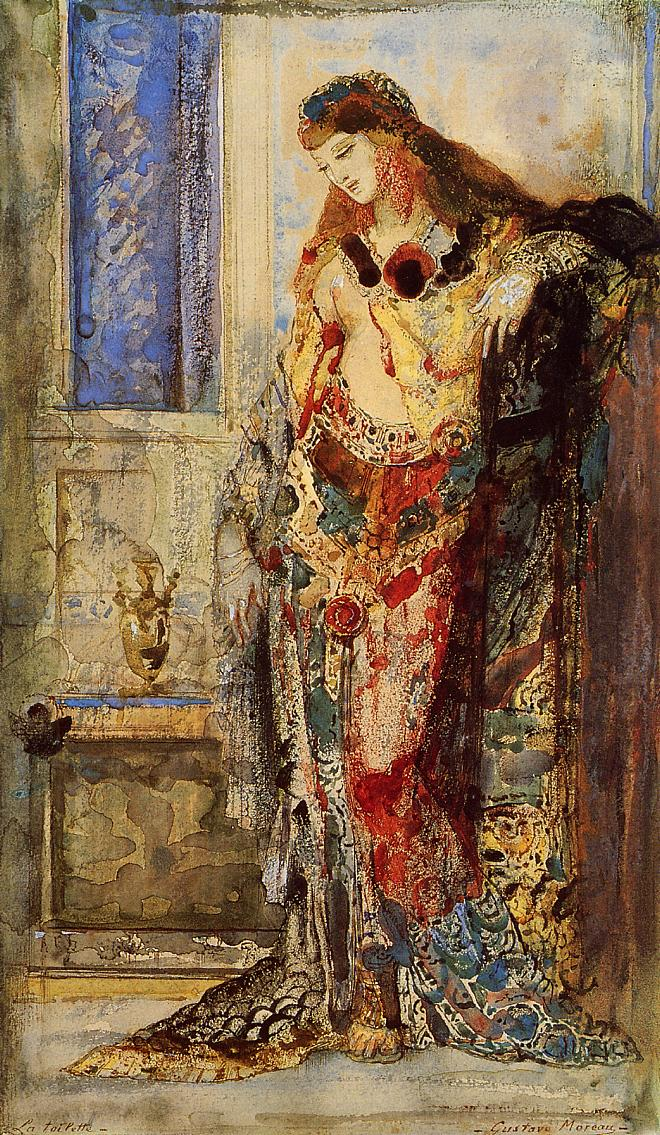
Туалет. Между 1885 и 1890. Бумага, акварель, гуашь. Художественный музей Бриджстоун, Токио
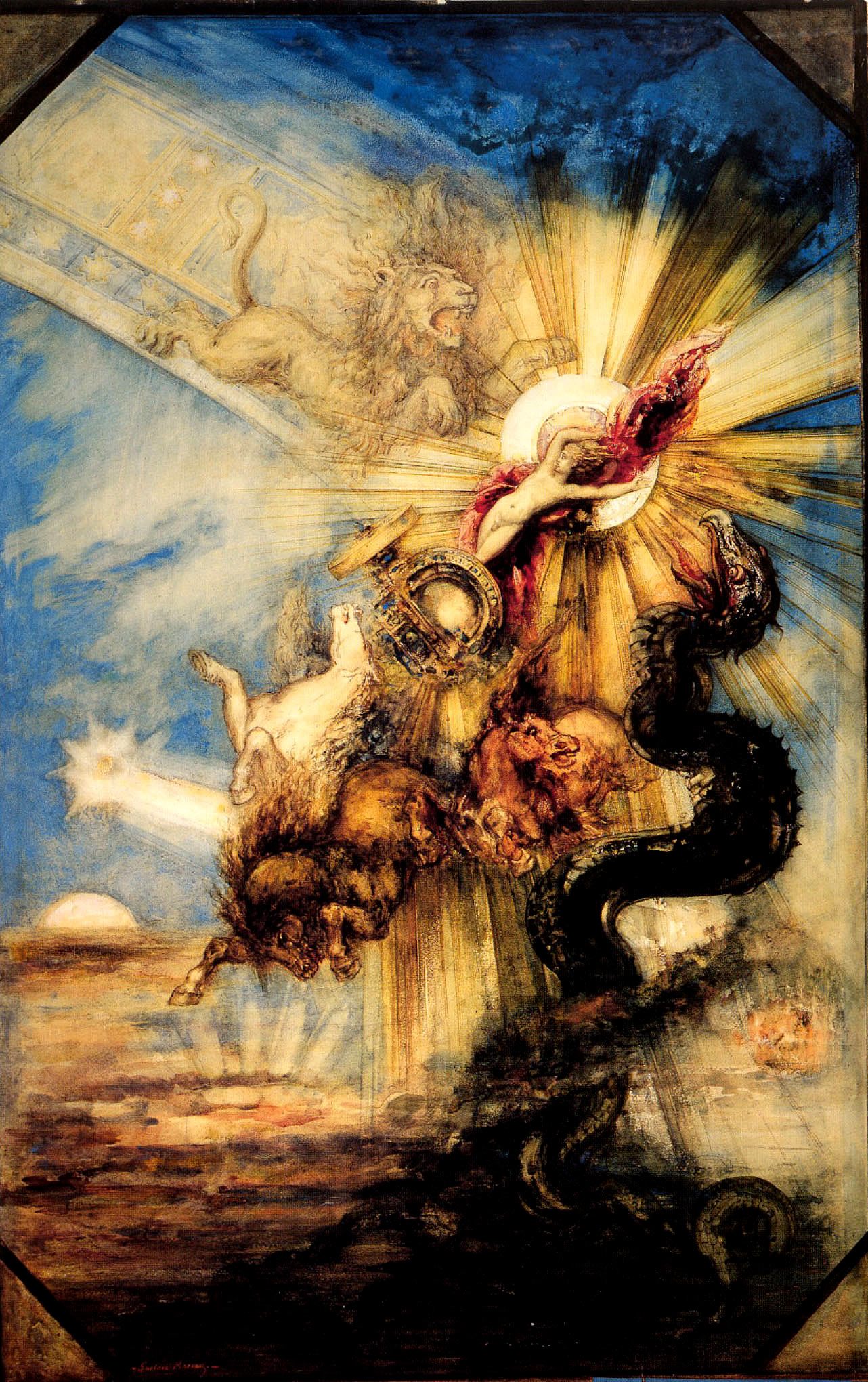
Фаэтон. 1878. Бумага, акварель. Лувр, Париж
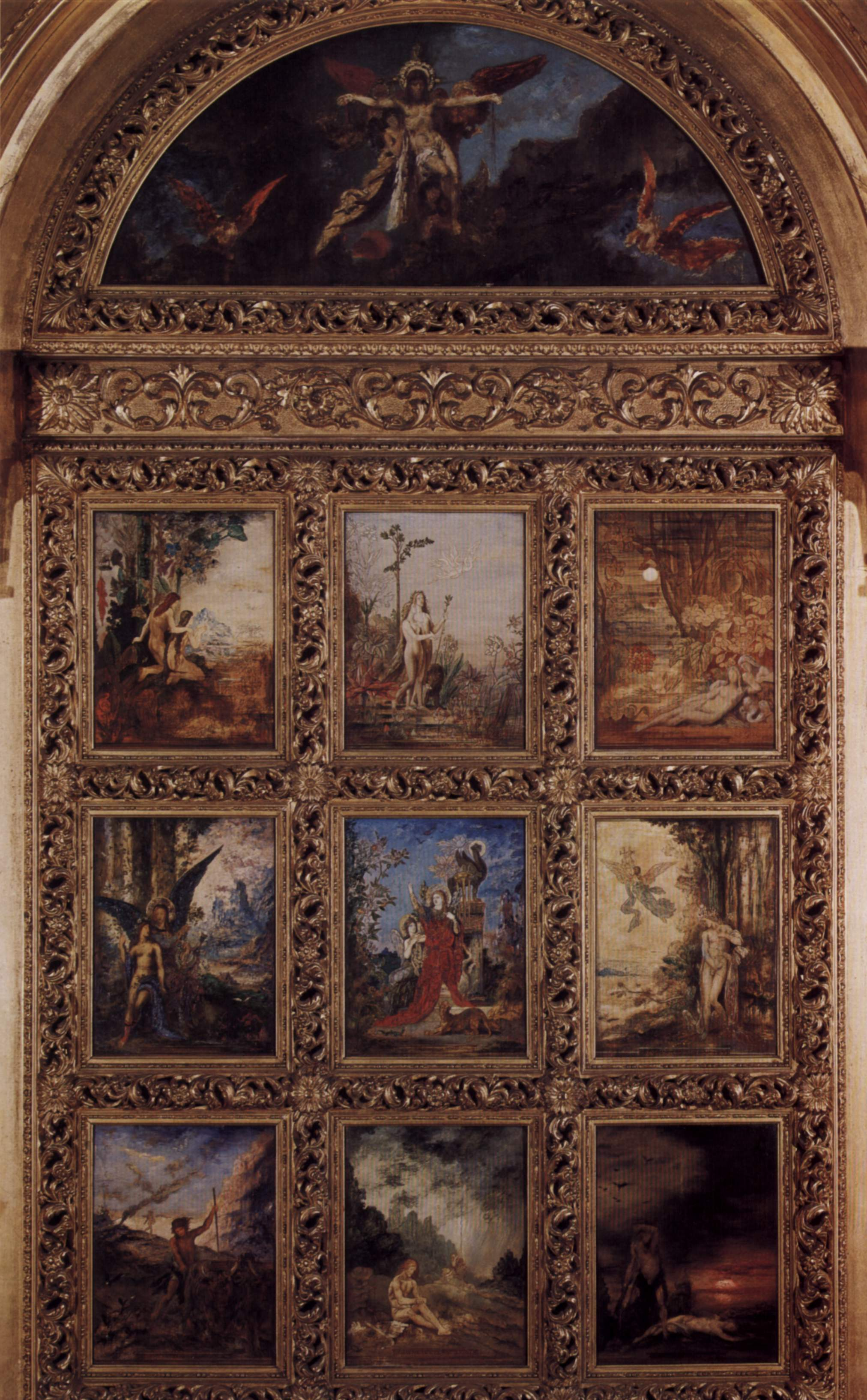
История человечества. Полиптих. 1886. Дерево, масло. Музей Гюстава Моро, Париж
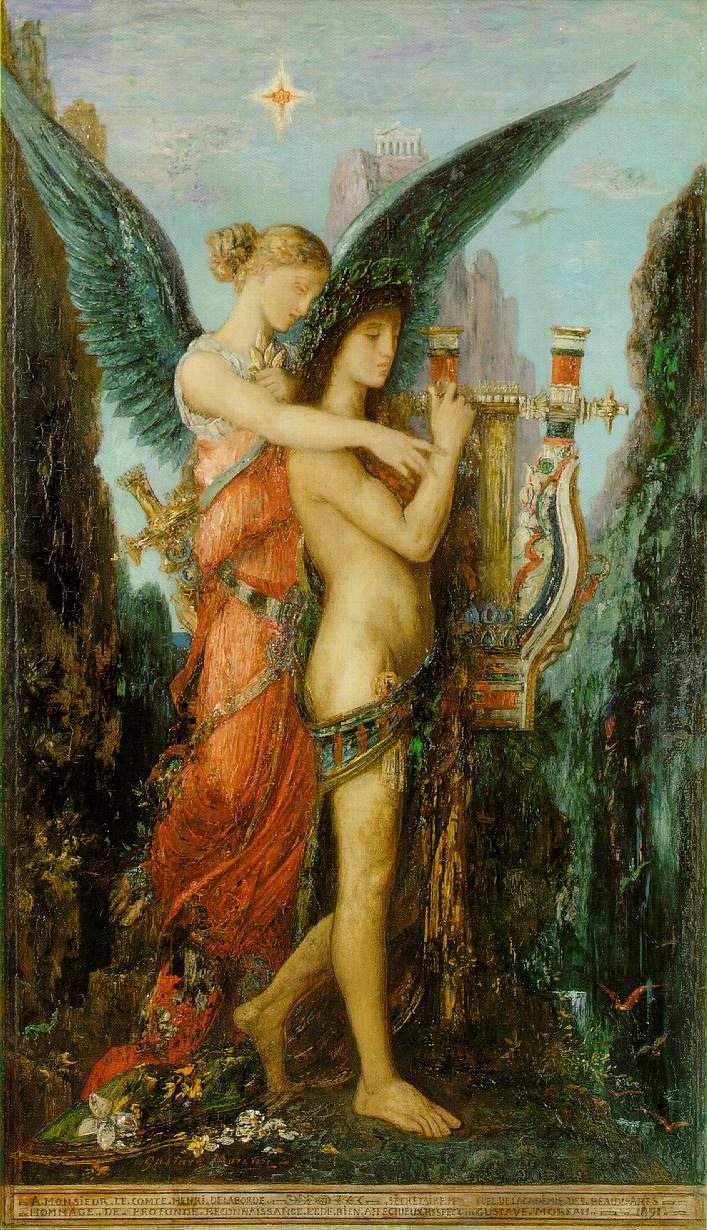
Гесиод и муза. 1891. Дерево, масло. Музей Орсе, Париж

Настоящий отшельник, Гюстав Моро чужд вкусам массовой публики; его творчество обращено к рафинированной элите, способной понять мир мифологической или средневековой символики, героини которого — Саломеи и Галатеи, застывшие в соблазнительных позах, или девы, расточающие двусмысленные ласки единорогам. Эти легендарные персонажи воспевались поэтами-парнасцами и символистами, включая Теодора де Банвиля и Жозе Марию де Эредиа, Жана Лоррена и Альбера Самена, Анри де Ренье, Жориса Карла Гюисманса, Жюля Лафорга. Моро был любимым художником салонов сен-жерменского предместья, его восхваляли Робер де Монтескью и Оскар Уайльд, а Марсель Пруст вспоминает о нём, изображая художника Эльстира в «Поисках утраченного времени». Есть основания считать, что Гюстав Моро был любимым художником Пруста. Всё творчество Моро пронизано литературными реминисценциями. В пространных комментариях к своим картинам Моро проговаривается, что изображение для него — лишь воспоминание о прочитанном.
Увидев акварель «Фаэтон» на Всемирной выставке 1878 года, художник Одилон Редон, потрясённый этой работой, писал: «Это произведение способно влить новое вино в меха старого искусства. Видение художника отличается свежестью и новизной… При этом он следует склонностям своей собственной натуры». Редон, как и многие критики того времени, видели главную заслугу Моро в том, что он сумел придать новое направление традиционной живописи, перебросить мост между прошлым и будущим.
В 1890 году умерла его спутница жизни Аделаида-Александрина Дюрё. Любивший одну женщину в течение двадцати лет и убитый горем от её безвременной кончины, Моро в 1890 году написал картину «Орфей на могиле Эвридики». Здесь тоска и отчаяние выражены, прежде всего, через экспрессивно решённый пейзаж, где фигура Орфея — это некий акцент, деталь, в общем тревожно напряжённом пейзаже-настроении. Неизвестно, писал ли французский мастер портреты Александрины, однако, его многочисленные мифологические женские образы (нередко сближающиеся с образами Бодлера) лишены какой-либо индивидуализации: это «лики-состояния, в которых, как правило, пребывает состояние загадочности и неизречённости». Его картины, акварели и рисунки посвящены в основном библейским, мистическим и фантастическим сюжетам и образам.
Моро был глубоко набожным человеком. Его вера в Бога была на грани экстатичности. Писатель Эдуард Шюре, автор знаменитой книги «Великие посвящённые», большой друг художника, говорил, что произведения Моро громоздки и неуклюжи потому, что он «видел гораздо больше, чем мог показать. Может быть, он не совсем верно выбрал живопись?» .
Желая обезопасить себя от нежелательных интерпретаций, он часто сопровождал свои картины подробными комментариями и искренне сожалел, что «до сих пор не нашлось ни одного человека, который мог бы всерьёз рассуждать о моей живописи». Визионерство Моро ещё более проявлено в его эскизах и неоконченных фрагментах. Моро намеренно стремился максимально насытить свои картины удивительными подробностями, это была его стратегия, которую он называл «необходимостью роскоши». Над своими картинами Моро работал подолгу, иногда по несколько лет, постоянно добавляя всё новые и новые детали, которые множились на картине, словно отражения в зеркалах. Когда ему не хватало места на холсте, он подшивал дополнительные полосы. Так случилось, например, с картиной «Юпитер и Семела» и с неоконченной композицией «Ясон и аргонавты».
В технике живописи Моро добивался особого мерцающего эффекта, сочетая лессировки с пастозными мазками, работая кистью и мастихином. Художник увлекался разными творческими течениями, он разбирался в музыке, ювелирных украшениях и предметах роскоши. Моро был знатоком старого искусства, почитателем древнегреческой скульптуры и любителем ориентальных предметов роскоши, шёлка, оружия, фарфора и ковров.
Критики видели в нём представителя символизма, хотя сам художник неоднократно и решительно отвергал этот ярлык. С годами Моро всё более верил в то, что он остаётся последним хранителем традиций, и редко с одобрением отзывался о современных художниках, даже о тех, с которыми был дружен. Моро считал, что живопись импрессионистов поверхностна, лишена морали и не может не привести этих художников к духовной гибели.

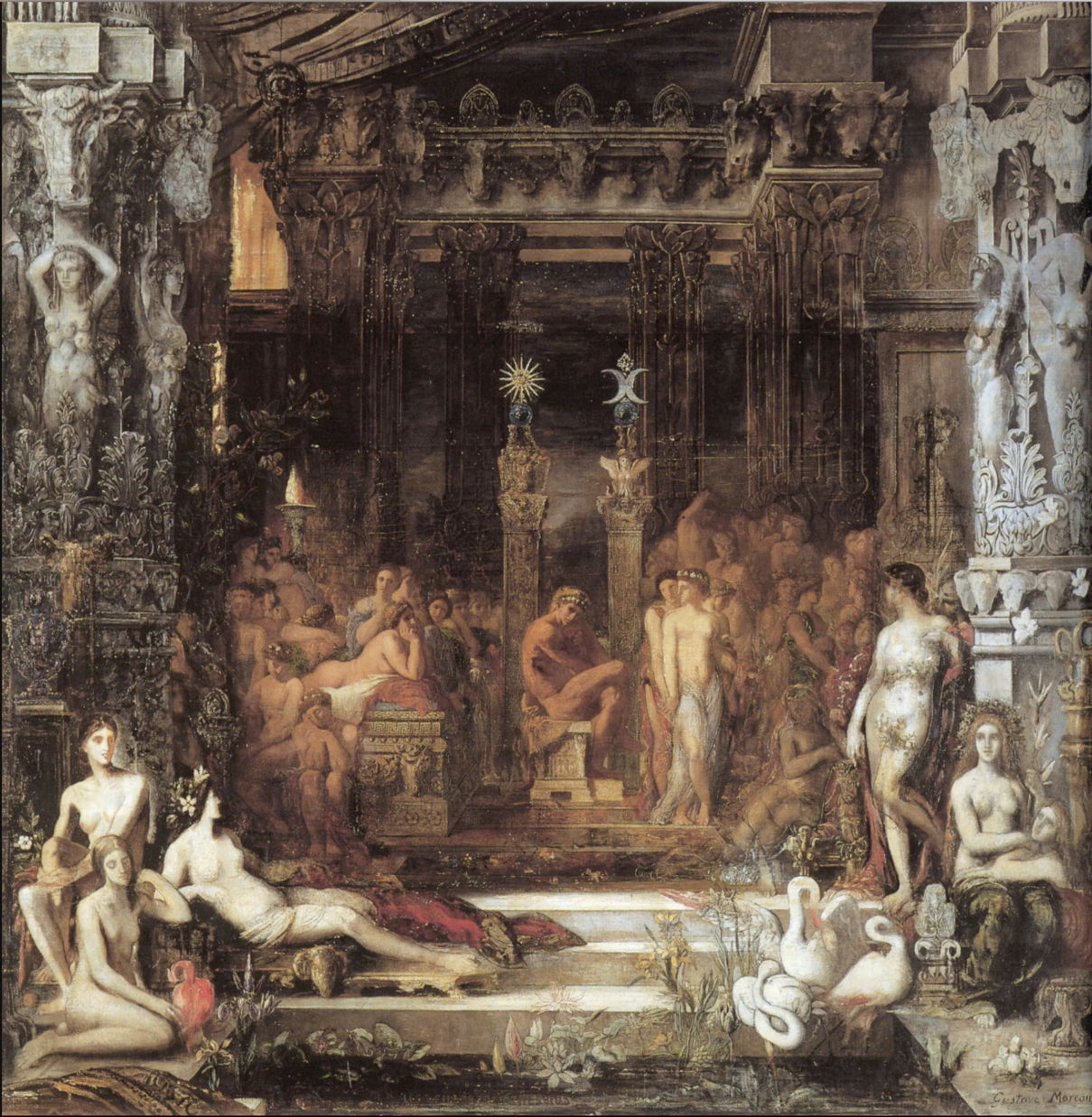
Дочери Феспия. 1853. Холст, масло. Музей Гюстава Моро, Париж
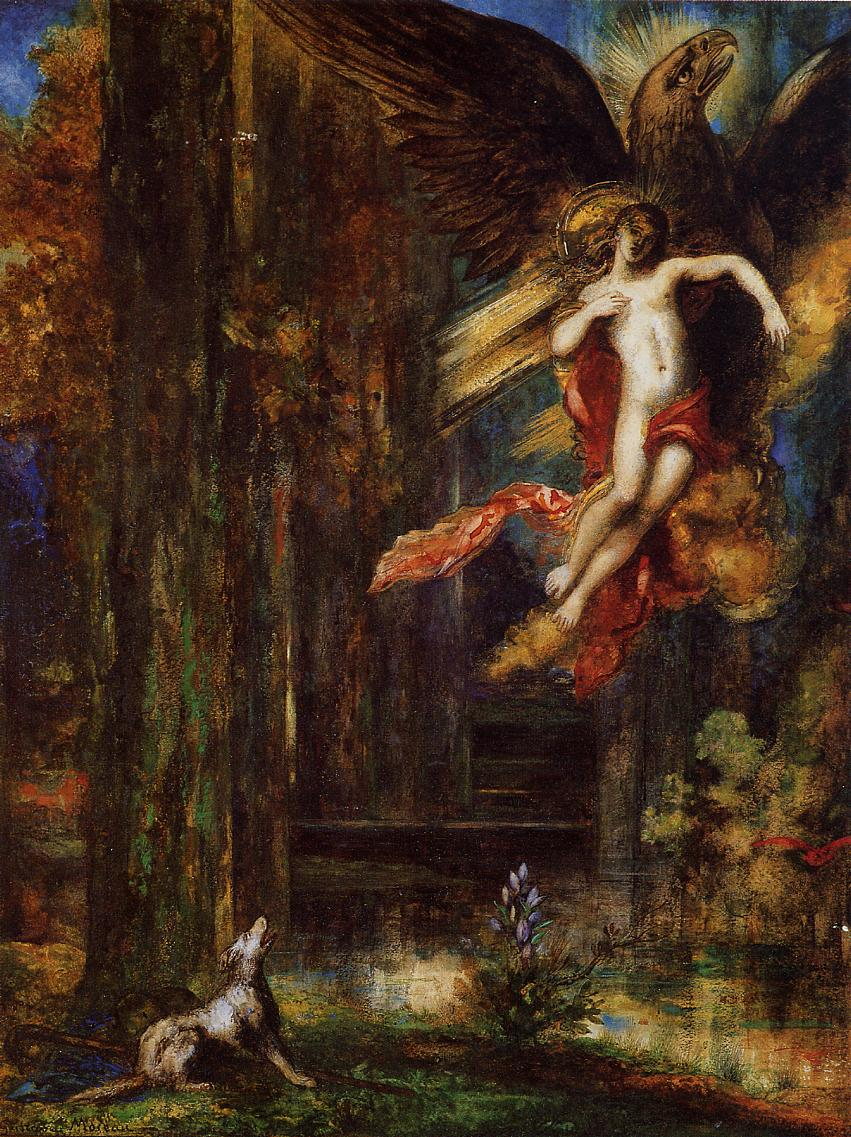
Похищение Ганимеда. 1886. Бумага, акварель. Частное собрание
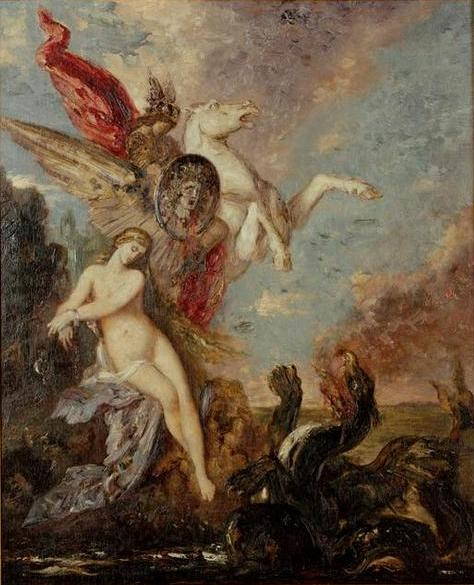
Андромеда. Между 1867 и 1869. Дерево, масло. Музей Гюстава Моро, Париж
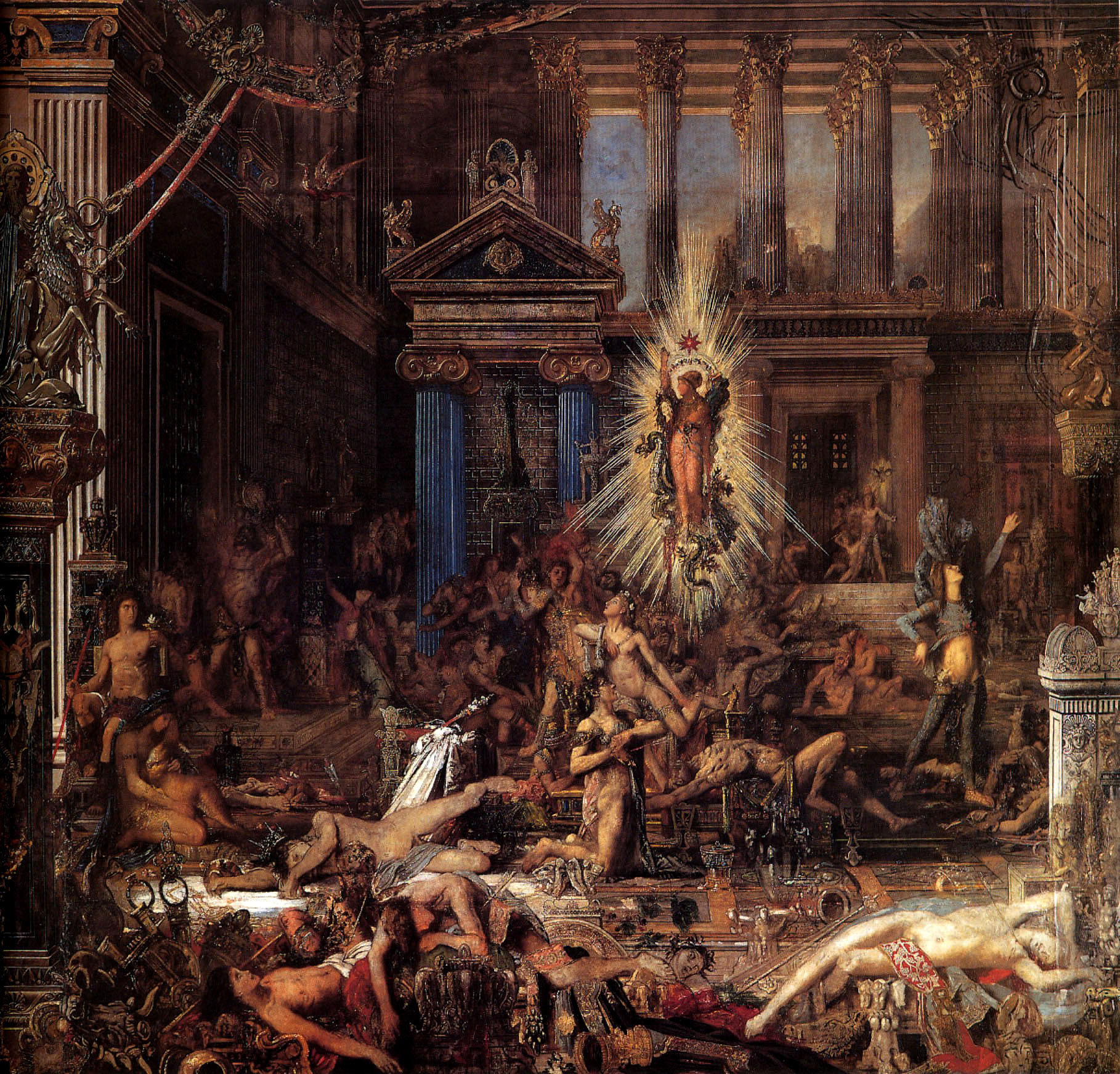
Женихи. Между 1852 и 1853. Холст, масло. Музей Гюстава Моро, Париж
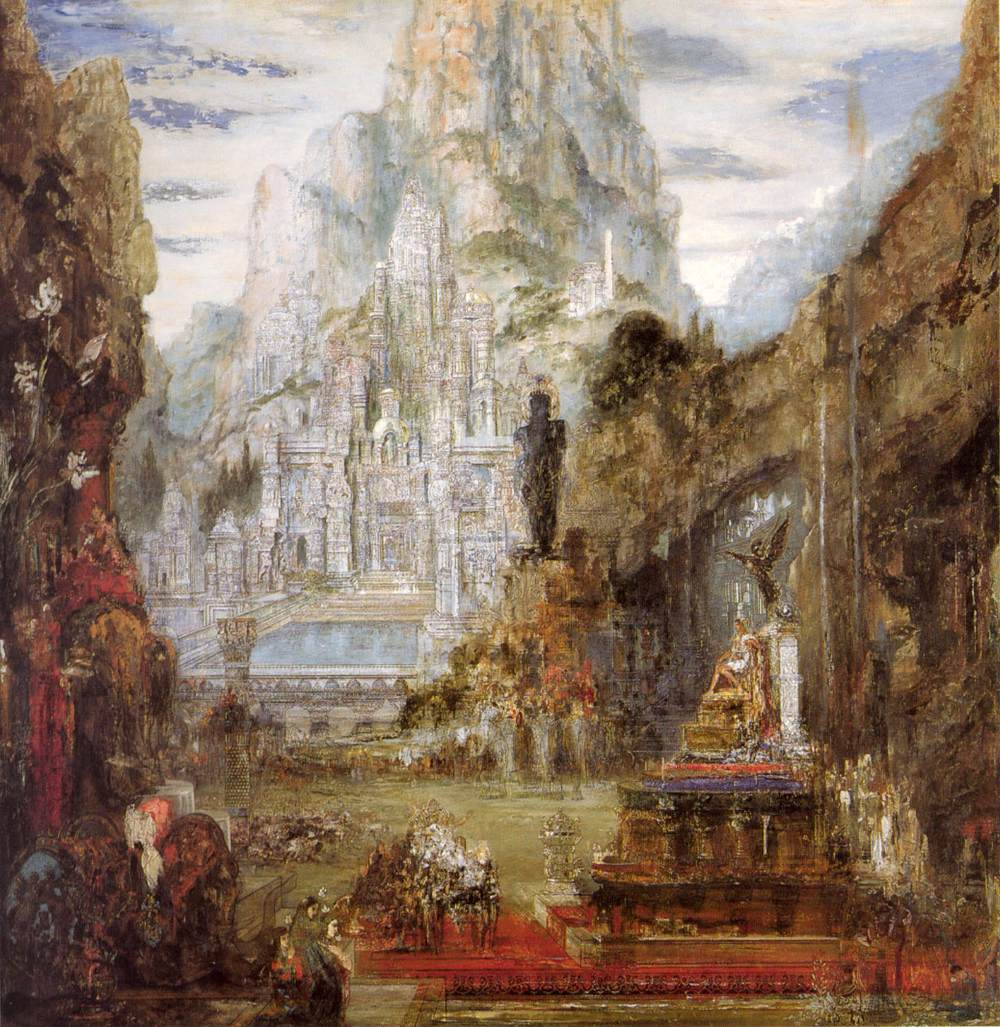
Триумф Александра Великого. Между 1873 и 1890. Холст, масло. Музей Гюстава Моро, Париж
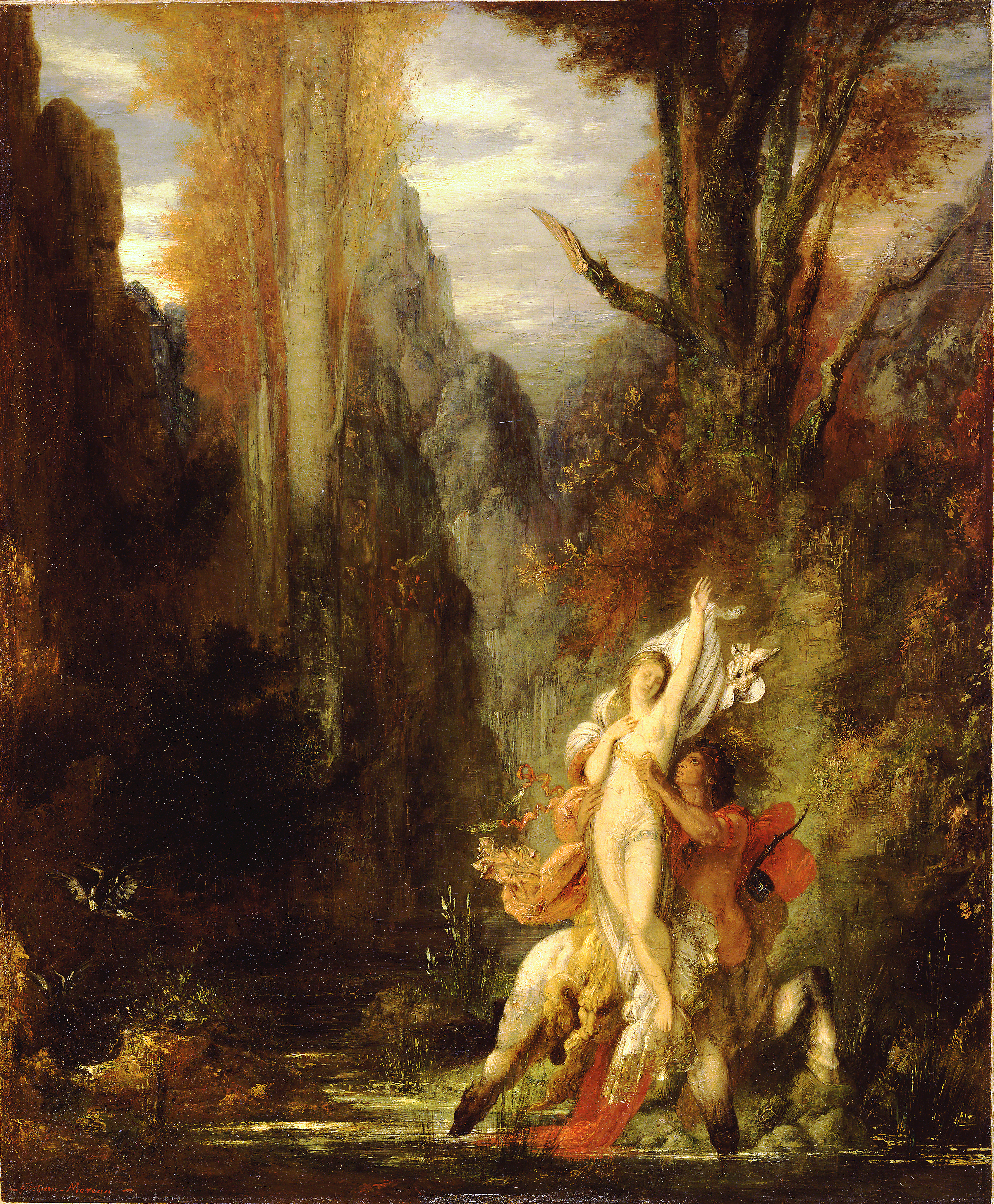
Деянира (Осень). Между 1872 и 1873. Дерево, масло. Центр Гетти, Лос-Анджелес
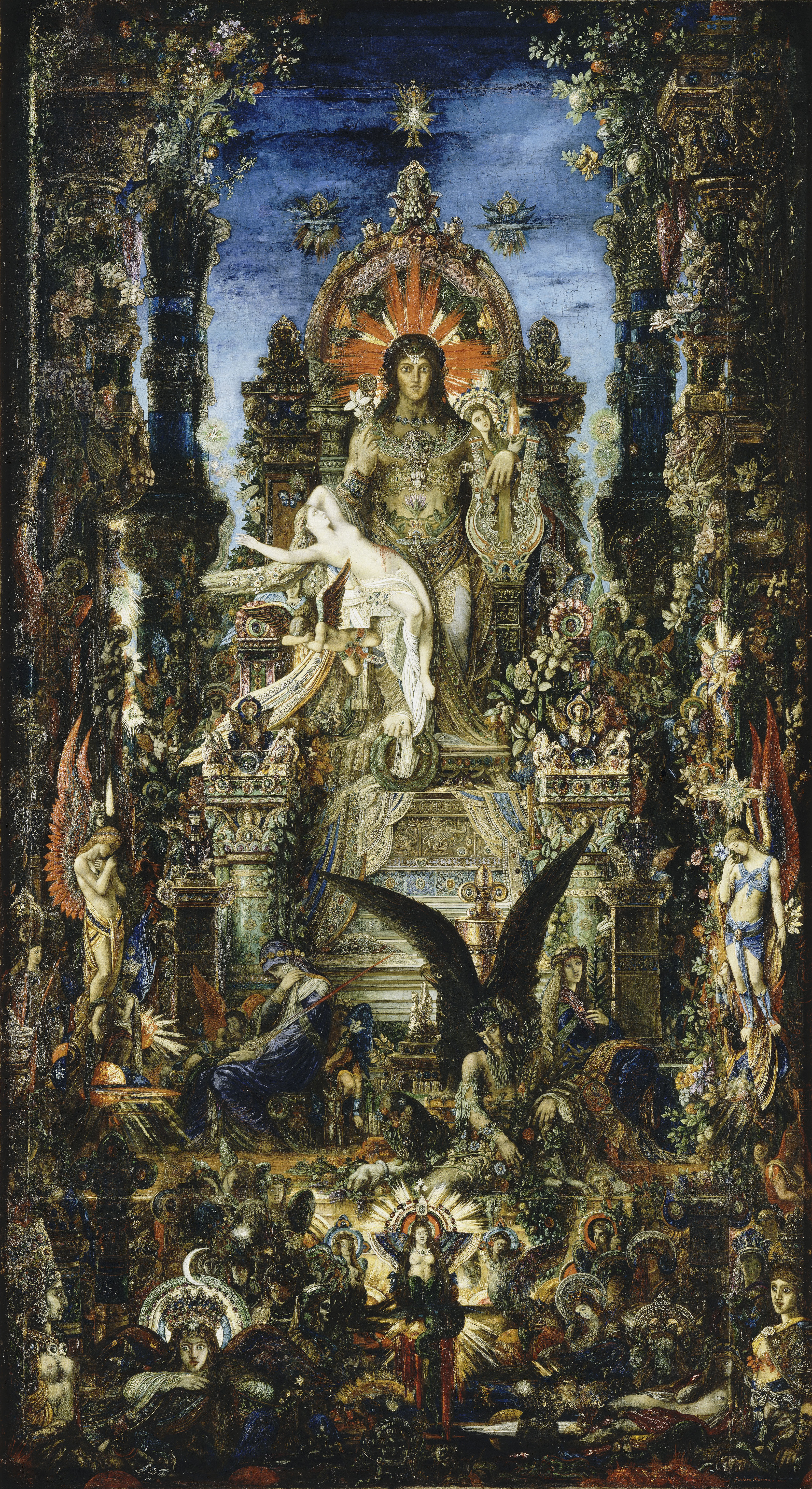
Юпитер и Семела. Между 1894 и 1895. Холст, масло. Музей Гюстава Моро, Париж

## Наследие
В 1895 году, после окончания работы над огромной картиной «Юпитер и Семела», Моро приступил к реализации своего последнего большого проекта: устраивает в собственном особняке «Музей Гюстава Моро» (Musée Gustave-Moreau). Таким образом он хотел сделать своё искусство общедоступным, а также быть уверенным, что оно будет сохранено для будущих поколений. Муниципалитет долго не принимал решение, так как дома-музеи художников были в то время очень редки.
Продав мало работ при жизни, Моро завещал государству около 1200 картин и акварелей, а также более 10000 рисунков. Национальный дом-музей расположен по адресу: Ларошфуко 14, девятый округ Парижа. При жизни художника только 3 работы были приобретены французскими музеями, зарубежными — ни одной. Партнёрами музея являются Музей Орсе, музей национальной Оперы и музей Эннера.
Несмотря на отсутствие коммерческого успеха при жизни художника его искусство оказывало значительное влияние, в частности на творчество Одилона Редона, бельгийских символистов Ф. Кнопфа, Дж. Делвилля, на теоретика сюрреализма Андре Бретона. Моро считают отцом «фовизма»: он был непосредственным учителем А. Матисса, Ж. Руо, А. Марке Школа изящных искусств (Париж)Школе изящных искусств в 1892—1898 годах.
В начале XX века творчество Гюстава Моро было почти забытым до тех пор, пока не появились Андре Бретон и сюрреалисты, вновь открывшие этого художника (Бретон назвал мир Моро «сомнамбулическим»). Живопись Моро почитали Сальвадор Дали, Макс Эрнст. Отсылая яркой метафорой «вцепившегося когтями сфинкса» к картине Гюстава Моро «Эдип и сфинкс», Бретон подчёркивал свою личную, восходящую ещё к юношеским годам признательность этому художнику, к колдовским образам героинь которого он не раз ещё будет обращаться и к каталогу чьей ретроспективной выставки 1960 года он напишет предисловие.

## Известные высказывания Гюстава Моро
- «Я никогда не научился бы выражать себя, без постоянных медитаций перед работами гениев: „Сикстинской мадонной“ и некоторыми творениями Леонардо».
- «Я никогда не искал снов в реальности или реальности во снах. Я дал свободу воображению».
- «Чем элементарнее ваши средства, тем больше проступает ваша чувствительность».
- «Нужно думать о цвете, нужно иметь его в воображении».
- «Природа сама по себе ничто! Она просто даёт художнику повод выразить себя».
- «Искусство — это неустанное стремление посредством пластических средств к выражению внутреннего чувства».